# Rhinella granulosa
Rhinella granulosa är en groddjursart som först beskrevs av Johann Baptist von Spix 1824.  Rhinella granulosa ingår i släktet Rhinella och familjen paddor. IUCN kategoriserar arten globalt som livskraftig. Inga underarter finns listade i Catalogue of Life.